# Liber pantegni
Liber pantegni (παντεχνη „[обухвата] све [медицинске] уметности“) је средњовековни медицински текст који је саставио Константин Афрички пре 1086. године. Ово Константиново дело је названо „првим потпуно свеобухватним медицинским текстом на латинском језику.  Иако у постојао и значајан део латинског медицинског списа који су кружили западном Европом у раном средњем веку, Liber pantegni је био први текст који је на једном месту окупио широк спектар учења из анатомије, физиологије и терапије.  
Liber pantegni  је посвећен опату Дезидерију од Монте Касина, пре него што је постао папа Виктор III 1086. године. Рукопис који се чува у Хагу (иако је био познат научницима од почетка 20. века), мало је проучаван, а признат је као најранија копија текста Liber pantegni, написног у Монте Касину под Константиновим надзором. 

## Опис дела
Liber pantegni  који је компендијум хеленистичке и исламске медицине, углавном је превод са арапског дела Kitab al-Malaki „Краљевске књиге“ (која се назива и Kitāb Kāmil aṣ-ṣinā'a aṭ-ṭibbīya  „потпуна“— или „савршена“—„књига медицинске уметности“) Ali ibn al-Abbas al-Majusi-ја. У ова два дела разлика је између теорије и праксе, као што је раније направљено у  Isagoge Johannitii, ранијем медицинском тексту који је првобитно написао Хунаин ибн Исхак. Сваки део ал-Мајусијевог оригинала, Theorica и Practica, имао је десет књига. Theorica  је преведена у целини. Међутим, у Константиновој верзији, Practica никада није завршена, можда због штете која је настала када је Константин донео своје књиге из Северне Африке у Италију. 
Постојећи рукописи показују да је у почетку у раном делу из 12. века било у оптицају само три књиге Practica (књига  I  о режимима, прва половине књиге II  о једноставним (без састава) лековитим  супстанци и прва трећина књиге IX о хирургији.  Интересовање за хируршки материјал подстакло је два потоња преводиоца, преобраћеног муслимана и хришћанског лекара из Пизе, да доврше превод IX књиге  од 1114.до 1115. године, током опсаде Балеарских острва. 
Истраживање Монике Х. Грин и Јоланде Вентуре показало је, међутим, да је већи до Liber pantegni, Practica, изгледа, превео Константин, можда пред крај свог живота, него што су научници до сада знали. Грин је утврдила да најмање три рукописа из 12. века садрже преводе VI и VII књиге (о болестима грудног коша и гастроинтестиналног система).  Вентура не само да је идентификовала постојање рукописа из средине12. века  у виду десете књиге Практике, Practica, antidotarium  (о сложеним лековима), већ је такође утврдила да је Константин (или његов сарадник) завршио превод друга половина књиге II Practica, преводећи одељак о једноставним (бесположеним) лековима. 
Другим речима, постојали су делови најмање шест од десет књига Liber pantegni, Practica у оптицају у 12. веку. Али ови делови су били расути и у неким случајевима неповезани. Поклоник Константиновог пројекта није одустајао од циља да Practic-у види коначно целовиту. Можда је још почетком 13. века овај још увек анонимни уредник саставио „потпуну” верзију Practicе, сакупивши све делове које је Константин сам превео и спојио их са одломцима из неколико других Константинових превода (као што су Viaticum и његов превод књиге Исака Израелија о грозницама из 10. века). Овај „поновно креиран“ Liber pantegni, од двадесет књига (који сада спаја 10 књига Theorica и новоформираних 10 књига Practica) почео је да кружи у другој четвртини 13. века и биће штампан 1515. под именом Исака Израелија.
Године 1127. Стефан Антиохијски, пизански бележник који је радио у крсташкој држави Антиохији, критиковао је непотпуност и лош квалитет Константиновог Пантегнија и поново је превео арапску расправу al-Majusi's. Ово је било познато као Liber regalis dispositionis. Ипак, временом  Константиново дело се показало као далеко утицајнији текст (сачувано у преко 100 рукописних примерака), док је Стефанов Liber regalis dispositionis опстао у само осам. 

## Значај
Значај, Liber pantegni се огледа и у томе што је послужио разним компајлерима и медицинским писцима као извору специфичних информација о анатомији и физиологији. Одељак о репродуктивној анатомији, на пример, настао је почетком 12. века и послужио је као основа генерацијама у наредним вековима.

## Галерија
- viii
- f. 001r
- f. 026v
- f. 045v
- f. 077v
- f. 089r